# 한호동
한호동은 대한민국의 축구 선수이며 포지션은 골키퍼이다.